# Machimus fimbriatus
Machimus fimbriatus là một loài ruồi trong họ Asilidae. Machimus fimbriatus được Meigen miêu tả năm 1804.